# Pompertuzat
Pompertuzat település Franciaországban, Haute-Garonne megyében. Lakosainak száma 2203 fő (2022. január 1.). Pompertuzat Castanet-Tolosan, Belberaud, Corronsac, Deyme, Escalquens, Péchabou és Rebigue községekkel határos.

## Népesség
A település népességének változása:
| Lakosok száma | 342  | 699  | 821  | 1815 | 2125 | 2200 | 2312 | 2307 | 2298 | 2203 |
|               | 1968 | 1982 | 1990 | 2006 | 2013 | 2015 | 2017 | 2019 | 2020 | 2022 |